# 修真小说
修真小说其實是中国武俠小説的衍生，是指有仙、佛等道法等仙俠小説。近代最著名的有還珠樓主的蜀山劍俠系列。
現代流行的多是仿照中国道教修行系统发展而出的一种与道教教義相異的創作小说体裁修練作品，一般描述主角通过創作出來的仿道教的修行法门和历程达到更高深的境界。修真在道教术语中，则是指修行者以天地为炉、以人身为金丹，借用肉体（假我）为媒介，以达致心灵（真我）的完整圆满，从「借假修真」中达到尸解、了道、飞升、成仙的境界。也有仿道教的鬼靈世界、妖怪世界而創造的捉鬼捉妖的修練故事。
现代中国网络小说根据故事情境和发展方向可细分为穿越修真、现代修真、古代修真、奇幻修真、玄幻修真，鬼怪歷險等类型。网络修真小说以道门修行的歷程、間中也有涉及佛門情節，並借用丹葯、法器、阵法、符咒、方术、占卜、術數等外力，搭配同样有中国玄幻特色的武侠小說式打鬥情節，又有稱为仙侠小说或仙侠修真小说。

## 主要作品
- 凡人修仙传，忘語作，2008年
- 凡人修仙之仙界篇，忘語，作2018年
- 刦天運，浮梦流年作，2008年
- 最後一个送靈人，三江水作，2008年